# One Acre Fund
One Acre Fund («Фонд одного акра») — кенийская некоммерческая организация, которая на долгосрочной основе предоставляет мелким африканским фермерам с низкими доходами полный спектр услуг: снабжает их семенами и удобрениями по более низким оптовым ценам, помогает с доступными микрокредитами, хранением и сбытом продукции в обход посредников, обучает высокопродуктивному сельскому хозяйству, поощряет формировать общественные группы и кооперативы, призванные поддерживать друг друга. Программы One Acre Fund, направленные на борьбу с голодом и бедностью, кроме Кении реализуются в Руанде, Бурунди и Танзании.
Используя рыночные методы и добровольное членство в организации, социальное предприятие One Acre Fund помогает крестьянам в различных аспектах ведения сельского хозяйства. Фермеры, которые работали с фондом, в большинстве своём вернули вложенные инвестиции, значительно увеличили доход и урожайность своих земельных наделов. Также фонд продвигает среди фермеров микрострахование, которое спасает бедные семьи в неурожайные годы, выдаёт кредиты для обучения крестьянских детей в школах и аграрных колледжах. Кроме того, фонд обучает фермеров, как правильно продавать свою продукцию, как разнообразить посевы различными взаимодополняющими культурами. Со дня основания в 2006 году и до осени 2014 года One Acre Fund улучшил жизнь почти 580 тыс. семьям фермеров (в планах фонда довести эту цифру до 1 млн семей в 2020 году).
Для One Acre Fund обслуживание мелких фермеров не является только нравственным императивом, оно также имеет экономический смысл. Фонд на своём примере показывает, что бизнес с мелкими фермерами является прибыльным и инвестиционно привлекательным. Фонд предлагает гибкую систему выплат, при которой фермеры могут заплатить свои кредиты в любое время в течение сельскохозяйственного сезона. Вне основной модели фонд также предлагает мелким фермерам покупать дополнительные продукты и услуги в кредит (например, солнечные батареи).  